# Christoph Romanus Müller
Pour les articles homonymes, voir Christoph Müller.
Christoph Romanus Müller, parfois orthographié Christoph Mueller, né le 17 décembre 1961 à Wuppertal (Rhénanie-du-Nord-Westphalie), est un chef d'entreprise allemand spécialisé dans l'aviation.

## Biographie

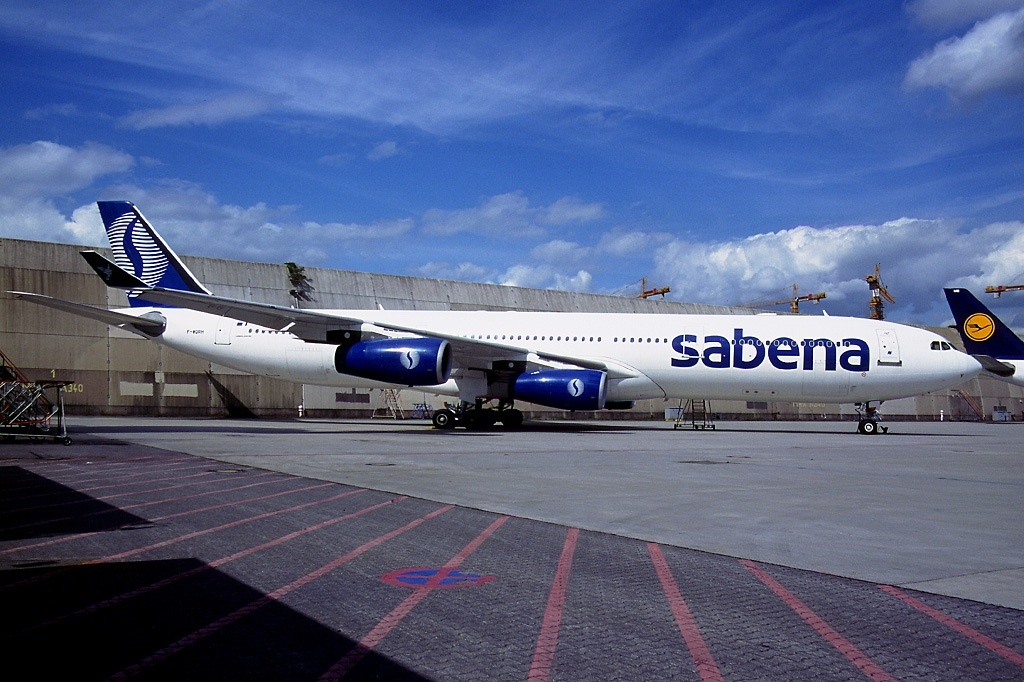
Christoph Müller fut le dernier directeur général de la compagnie aérienne porte-drapeau belge Sabena, qui fit faillite le 7 novembre 2001.

Christoph Müller fait des études d'économie à l'université de Cologne, en Allemagne, d'où il sort en 1988, puis, en 1999, il suit la formation advanced management program de la Harvard Business School à Boston, aux États-Unis.
Il sera notamment le dernier directeur général de la compagnie aérienne porte-drapeau belge Sabena, qui fit faillite le 7 novembre 2001.

## Carrière
La carrière de Christoph Müller est principalement axée vers l'aviation et la finance:
- 1989 - 1991 :  Allemagne, Lufthansa, analyste financier.
- 1991 - 1994 :  Allemagne, Daimler-Chrysler Aerospace, contrôleur financier.
- 1994 - 1999 :  Allemagne, Lufthansa, responsable financier.
- 1999 - 1999 :  Philippines, Philippine Airlines, conseiller financier.
- 1999 - 2001 :  Belgique, Sabena, directeur général jusqu'à la faillite.
- 2002 - 2005 :  Belgique, DHL Aviation, responsable financier.
- 2005 - 2009 :  Allemagne, TUI fly, directeur général.
- 2009 - 2015 :  Irlande, Aer Lingus, directeur général.
- 2015 - 2016 :  Malaisie, Malaysia Airlines, directeur général.
- 2016 - 2019 :  Émirats arabes unis, Emirates, directeur.
- 2020 - 2020 :  Canada, WestJet Airlines, directeur.
- 2020 2020 :  Royaume-Uni, Inmarsat, directeur.
- 2021 - présentement :  Suisse, Swissport, président.